# 峯澤典子
峯澤 典子（みねさわ のりこ、1974年3月26日 - ）は、日本の詩人。

## 略歴
1974年、茨城県筑波郡筑波町（現・つくば市）生まれ。茨城県立土浦第二高校、中央大学文学部フランス文学専攻卒業。卒業後は広告制作会社、出版社に勤務の傍ら詩を書く。
もともとは短歌を作っており、1994年に「薔薇になれ」で第40回角川短歌賞候補に選ばれた。2008年、『ユリイカ』の詩の投稿欄「今月の作品」で「ユリイカの新人」（松浦寿輝選）に選ばれる。
同年、第一詩集『水版画』を刊行、第42回小熊秀雄賞候補になる。2014年、第二詩集『ひかりの途上で』で第64回H氏賞を受賞。2018年、第三詩集『あのとき冬の子どもたち』で第48回高見順賞および第13回三好達治賞候補になる。2022年、『微熱期』で第60回藤村記念歴程賞を受賞。
2019年、スパイラルスコレーにて「これから詩を読み、書く人のための詩の教室」の講師を務める。

## 著書
- 詩集『水版画』（2008年・ふらんす堂）
- 詩集『ひかりの途上で』（2013年・七月堂）
- 詩集『あのとき冬の子どもたち』（2017年・七月堂）
- 詩集『微熱期』（2022年・思潮社）

## 翻訳書
- モニーク・リヨネ『モニーク・リヨネのあたらしいステッチ』（2008年・カラーフィールドパブリケーションズ）
- 『ヌーヌーとフローレンス』（2009年・カラーフィールドパブリケーションズ）
- 『ヌーヌー　サーカスへいく』（2009年・カラーフィールドパブリケーションズ）
- フレデリック・クレスタン=ビエ『サジューのお裁縫箱 見ているだけでしあわせになれる フランスのアンティーク手芸用品』（2009年・カラーフィールドパブリケーションズ）
- フレデリック・クレスタン=ビエ『サジューのお裁縫箱2 フレデリック・クレスタン=ビエのフランス・アンティーク糸の世界』（2009年・カラーフィールドパブリケーションズ）